# اكتناه
علمُ الاكتناه العربي الإسلامي مُصطلَحٌ وضعه أ.د. قاسم السامرائي في كتاب سمَّاه: "علم الاكتناه العربي الإسلامي"، (ARABIC ISLAMIC PALAEOGRAPHY & CODICOLOGY) يشتمل على فنَّينِ (الكوديكولوجيا Codicology، والبليوغرافي Palaeography) وقد اشتقَّ مِن كلِّ مَن سبق من المعاني والدلالات مصطلحًا عربيًّا هو علم الاكتناه العربي الإسلامي؛ ليعني كلَّ ما تقدَّم من معانٍ، وهو علمٌ يختصُّ بدراسة المخطوطات وتمحيصها وتأريخها بدقةٍ، ولا يُعنَى بعلمٍ مُعيَّنٍ فحسبُ، بل هو اشتقاق جديد للباحث مِن اكْتَنَهَ الشَّيْءَ إذا تعرَّف عليه، واستنبط منه نتائج علمية، فهو معرفة ما وصل إلينا من مكتوب أو منقوش أو مرسوم، ثم دراسة واستنباط المواد التي دخلت في صناعة كلِّ ذلك، وهو أوسعُ معنًى من مصطلحَي "الكوديكولوجيا" و "البليوغرافي".

## طبعات الكتاب
صدر كتاب "علم الاكتناه العربي الإسلامي" عن مركز الملك فيصل للبحوث والدراسات الإسلامية بالرياض في جميع طبعاته الثلاث:
الطبعة الأولى: صدرت عام 1422هـ - 2001م، 562 صفحة.
الطبعة الثانية: النشرة الثانية مُصحَّحة ومُعدَّلة ومزيدة، صدرت عام 1429هـ - 2008م، 663 صفحة.
الطبعة الثالثة: الإبرازة الثالثة مُصحَّحة ومُعدَّلة ومزيدة، صدرت عام 1445هـ - 2023م، 719 صفحة. 

## نقده
نقد الكثيرَ مما ورد فيه د. فيصل الحفيان في مقال منشور في مجلة تراثيات، العدد الثاني، ص173-200، يوليو 2002م.